# Dennysville
La ville de Dennysville est située dans le comté de Washington, dans l’État du Maine, aux États-Unis. Sa population s’élevait à 342 habitants lors du recensement de 2010, estimée à 330 habitants en 2014.

## Source
- (en) Cet article est partiellement ou en totalité issu de l’article de Wikipédia en anglais intitulé « Dennysville, Maine » (voir la liste des auteurs).